# Edwinstowe
Edwinstowe est un village et une paroisse civile du Nottinghamshire, en Angleterre. Il est situé dans le district de Newark and Sherwood, au cœur de la forêt de Sherwood. Au moment du recensement de 2011, il comptait 5 188 habitants.
Son nom signifie « le lieu saint d'Edwin » : le corps du roi Edwin de Northumbrie y aurait été transporté après sa mort à la bataille de Hatfield Chase, en 632 ou 633. Il apparaît sous le nom Edenestou dans le Domesday Book.
L'église paroissiale du village, dédiée à la Vierge Marie, est un monument classé de grade II. Selon la légende, Robin des Bois y aurait épousé la Belle Marianne. Non loin du village se dresse le Major Oak, un grand chêne qui aurait servi de repaire à Robin et à sa bande de brigands. L'église et le chêne constituent les principales attractions touristiques d'Edwinstowe, qui se présente comme « le village de Robin des Bois ».